# Gaston Eyskens
Pour les articles homonymes, voir Eyskens.
Le vicomte Gaston Eyskens est un homme d'État belge né le 1er avril 1905 à Lierre et décédé à Louvain le 3 janvier 1988 ,,,.
Professeur à l'Université catholique de Louvain (1931), il commence sa carrière politique en tant que député du Parti catholique pour l'arrondissement de Louvain en 1939. Plusieurs fois ministre des Finances en 1945 puis en 1947 et une fois encore en 1965 (dans les gouvernements de Messieurs Achille van Acker, Paul-Henri Spaak et Pierre Harmel), il est nommé ministre d'État en 1963.
En 1949, pendant la Question royale, il forme son premier gouvernement en coalition avec les libéraux qui ne tient que jusqu'en 1950. Revenu à la tête d'un gouvernement en juin 1958, d'abord avec uniquement des membres du PSC-CVP puis à partir de novembre en coalition avec le Parti Libéral. Avec le Pacte scolaire, son gouvernement a jeté les bases de la paix en matière d'enseignement. Autres moments importants de sa carrière politique : les lois d'expansion de 1959 et l'indépendance du Congo le 30 juin 1960., il remanie son gouvernement en septembre 1960 et à la suite des réactions négatives (notamment les grèves) contre la «Loi unique» qui font tomber son gouvernement en mars 1961. Entre 1968 et 1972, il est à nouveau Premier ministre, dans une coalition entre Sociaux-Chrétiens et Socialistes. Là, Il mena à bien le grand projet de révision de la Constitution. Tombé fin de l'année 1971 et après les élections législatives du 7 novembre 1971, il préside une dernière fois le gouvernement à partir entre le 21 janvier 1972 jusqu'au 22 novembre de la même année. Ce gouvernement a été contraint de s'incliner devant la polémique entourant l'article 3 (ancien article 107quater) de la Constitution (issu de la réforme de 1969-1971) et le problème de Fourons.
Le roi Baudouin lui confère le titre de vicomte (transmissible par ordre de primogéniture) le 13 novembre 1973.

## Biographie

### Famille
Gaston Eyskens est le fils d’Antonius Frans Eyskens (1875-1948), représentant des ventes dans une entreprise familiale pour l’industrie textile, et de  Maria Voeten (1872-1960). En 1931, il se marie avec Gilberte De Petter (1902-1981) avec qui il aura deux enfants : Mark Eyskens, qui est Premier ministre de Belgique du 6 avril 1981 au 17 décembre 1981 et Erik Eyskens né à Louvain le 20 juillet 1935 et décédé en 2008.

### Études et engagement politique
Il fait ses études secondaires à la Koninklijk Atheneum de Louvain,  où il ne suit pas le cours de religion. À dix-huit ans, à la fin de ses études secondaires, il se convertit au catholicisme, religion à laquelle il est fidèle tout au long de sa vie. 
En 1923 il passe le concours pour entreprendre des études de sciences commerciales et consulaires à la Katholieke Universiteit Leuven. Il suivit également des cours à la faculté de Sciences politiques et sociales.
Déjà étudiant, Gaston Eyskens voue un grand intérêt pour la politique et en particulier, le mouvement flamand. Il est notamment membre de la Katholiek Vlaams Hoogstudentenverbond (KVHV). Il entre en tension avec l’épiscopat, qui est très peu porté sur la cause flamande, et aussi avec les organisations étudiants belgicisistes. Bien qu’il participe aux activités du KVHV, il n’est pas pour autant attiré par le nationalisme flamand. Il trouve le volksnationalisme, le nationalisme populaire trop étroit et trop limité. Les questions qui intéressent le plus Gaston quand il est étudiant sont les problèmes internationaux et la coopération entre les peuples . 
Il plaide pour une paix universelle et soutient l’idée d’une coopération européenne. Il y voit un moyen pour l’Europe de devenir plus forte tant politiquement qu’économiquement. En 1926, voit le jour un mouvement paneuropéen dont Richard Coudenhove-Kalergi est le fondateur. Eyskens devient l’un de ses adeptes. À la suite de ses préoccupations internationales, lors de ses études, il entre en contact avec l’Union Belge pour la Société des Nations. Il y rencontre par exemple Paul Struye et Henri Rolin .
C’est sur les instances d’Albert-Edouard Janssen (l’un de ses professeurs à la faculté, qui l’entraine plus tard à Genève pour des négociations monétaires) qu'il fonde, à l’Université de Louvain, durant l’année académique de 1929, l’Association des étudiants flamands de la Société des Nations, dans laquelle il organise principalement des conférences sur divers problèmes internationaux. Au vu de son engagement considérable auprès de l’Union belge pour la Société des Nations, Albert-Edouard Janssen, en sa qualité de président de l’Union fait de Gaston son secrétaire. À la suite de cela, il a l’occasion d’assister aux assemblées générales de la Société des Nations depuis la tribune, d’où il peut entendre les discours des ministres des Affaires étrangères. 
En 1926, Gaston Eyskens est sélectionné pour poursuivre ses études aux États-Unis, où il obtient le titre de Master of Science à la Colombia University de New York. De retour à Louvain, il poursuit ses études en sciences économiques et obtient le titre de doctorat en sciences commerciales en 1930. Un an après, il obtient également le titre de doctorat en sciences politiques et sociales. La même année, il devient assistant à l’Institut pour Sciences économiques et termine comme professeur à la Katholieke Universiteit Leuven en 1934 où il enseignera jusqu’en 1975.
Eyskens est également préoccupé par les problèmes sociaux. Il est membre du Cercles d’études sociales des étudiants flamands. Dans le cadre de ce groupe d’étude, il prend connaissance de la « Vaarstraat », le quartier général du Mouvement ouvrier chrétien à Louvain. 

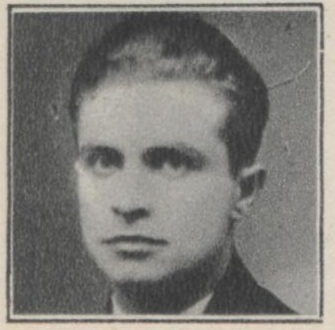
Gaston Eyskens

En 1930, il est d’autant plus engagé dans le mouvement ouvrier chrétien du fait de son activité parallèle d’enseignant à l’École sociale des travailleurs chrétiens. En apprenant à connaitre des élèves de conditions sociales différentes dans les villages flamands, il prend conscience de la nécessité d’établir un système social qui garantit de bonnes conditions de vie à un grand nombre d’individus. Gaston garde cette volonté tout au long de sa vie politique. 
Il se rallie au Christene Volkspartij – Parti Social-chrétien (C.V.P. - P.S.C.).

### Débuts en politique
À la suite des élections législatives du 27 novembre 1932, il entre dans le Mouvement ouvrier chrétien grâce à ses contacts. La même année, il se voit proposer la fonction de député suppléant de Louvain. Gaston accepte la proposition malgré le fait que le recteur de l’UCLouvain lui a demandé de choisir entre son investissement dans l’université et son entrée dans le Mouvement ouvrier. Il devient ensuite président de l’Algemeen Christelijk Werknemersverbond (ACW) pour l’arrondissement de Louvain, membre du Conseil central national et du Comité national de l’ACW. Grâce à ses contacts dans ce mouvement, il peut participer aux rencontres de l’Union internationale des chrétiens démocrates.
Eyskens est d’abord nommé en août 1934 chef de cabinet du ministre Philip Van Isacker au Travail et à la Prévoyance sociale. Cependant, il ne reste que quelques mois au sein du cabinet de Van Isacker car le gouvernement de Brocqueville démissionne le 13 novembre 1934.
Dans le gouvernement Theunis, Eyskens reste au Travail et à la Prévoyance sociale et il devient le chef de cabinet du ministre Edmond Rubbens.
En 1939, Eyskens devient représentant de la ville de Louvain, poste qu'il conserve jusqu'en 1965.

### Seconde guerre mondiale[15]
Pendant l’entre-deux-guerres, il fait déjà partie du monde politique. Il a été nommé chef de cabinet du ministre du Travail, membre du Conseil supérieur des Finances et est professeur à l’UCLouvain. Aux élections législatives du 2 avril 1939, Eyskens est élu en tant que député pour l’arrondissement de Leuven. Il est également secrétaire du « Katholieke Vlaamse Kamergroep ».  
Sous l’occupation allemande, Gaston Eyskens reste en Belgique. Mais 15 jours avant l’invasion, il prend la route pour la France accompagné de sa famille. À Limoges, il prend part à des réunions parlementaires. Le 30 mai, comme la plupart des membres du gouvernement, il vote la motion « flétrissant la capitulation dont Léopold III a pris l’initiative et dont il porte la responsabilité devant l’histoire ». Plus tard, Eyskens regrettera ce choix. Il dira qu’il a été impressionné par les propos tenus à Wynendaele et que son choix s’explique également par la grande confiance qu’il avait en Pierlot. Après la guerre, Eyskens présente ses excuses au Roi. Il rentre en Belgique au mois de septembre 1940. Gaston Eyskens veut reprendre son activité d’enseignant mais il en est empêché. Il est interdit d’enseignement par les Allemands pendant deux ans. Cependant, il n'est finalement suspendu que pour quelques mois.  
Durant la Seconde Guerre mondiale, il a, entre autres, régulièrement pris part à des réunions clandestines avec des gens de confiance de l’ACW et participe discrètement à la Résistance. Il a notamment une longue discussion avec le Cardinal van Roey. Celui-ci confie à Eyskens la charge d’exercer son influence sur ses étudiants flamands afin d’éviter que ceux-ci penchent vers la collaboration. A la fin de la guerre, il participe, en outre, à de nombreuses réunions, toujours clandestines, ayant conduit à la fondation du Parti social chrétien (CVP-PSC) et collabore à la préparation de réformes financières d’après-guerre comme « l’opération Gutt ».
Durant toute la Seconde Guerre mondiale, il a l’image d’un patriote irréductible . Cette position peut s’expliquer par le fait que son père avait combattu, de son propre gré, durant la Première Guerre mondiale. Cet engagement, et la guerre en général, lui laissent une impression considérable. À la suite de cela, il garde une véritable haine du militarisme allemand.  
En 1949, à la libération de la Belgique, il participe directement au pouvoir politique restauré. Sa compétence en matière monétaire lui permet d’obtenir le poste de Ministre des Finances durant le gouvernement Van Acker 1 (12.02.1945-02.08.1945).

### Ministre
Le 12 février 1945, Gaston Eyskens est nommé Ministre des Finances au sein du Gouvernement Van Acker I, poste qu'il occupe jusqu'au 1er août 1945. Il retrouve ce poste du 20 mars 1947 au 10 août 1949 au sein des Gouvernements Spaak III & IV.
Il forme le 11 août 1949 le Gouvernement Gaston Eyskens I, coalition sociale-chrétienne/libérale qui dure jusqu'au 8 juin 1950. Il doit alors gérer la question du retour du roi Léopold III sur le trône.
À l'issue de son mandat de premier ministre, Eyskens devient Ministre des Affaires économiques au sein du Gouvernement Duvieusart (8 juin 1950 – 15 août 1950). L'alternance politique le fait alors entrer dans l'opposition.
Rappelé au poste de premier ministre, il compose le gouvernement Eyskens II le 26 juin 1958, gouvernement social-chrétien qui dure jusqu'au 6 novembre 1958 et qui est suivi par le gouvernement Eyskens III, coalition sociale-chrétienne/libérale qui gère l'indépendance du Congo belge.
Ce gouvernement dure jusqu'au 3 septembre 1960 ; à cette date, le gouvernement est remanié (gouvernement Eyskens III) et dure jusqu'au 25 avril 1961.
Eyskens devient ensuite Ministre des Finances du 28 juillet 1965 au 18 mars 1966 au sein du Gouvernement Harmel.
Il forme ensuite les Gouvernements Gaston Eyskens IV (du 17 juin 1968 au 20 janvier 1972) et Gouvernement Gaston Eyskens V (du 20 janvier 1972 au 22 novembre 1972). Ce dernier gouvernement signe la fin de sa carrière politique, il remet sa démission le 22 novembre 1972.

### Sénateur
Il est sénateur de Louvain de 1965 à 1973,.

Blason de la famille Eyskens

### Hommage
Gaston Eyskens est un homme politique important en Belgique. Il traverse de grandes périodes de troubles: la Seconde Guerre mondiale, la Question royale, les grandes grèves d'hiver, l'indépendance du Congo belge, la fédéralisation de l'état belge, etc.
Après sa mort, de nombreuses personnes et institutions commencent à manifester un certain intérêt pour ses archives et sa documentation. Gaston Eyskens a laissé une lettre à son fils lui demandant que ses écrits soient regroupés. C’est ainsi que voient le jour ses Mémoires. 
Leo Tindemans, Herman Van der Wee, Robert Vandeputte et Pierre Harmel rendent hommage à Eyskens en parcourant tout le long de sa vie politique, ses cinquante ans d’histoire économique et l’assainissement monétaire d’après-guerre, lors d’un colloque d’hommage organisé le 22 juin 1985 à Bruxelles. 
Pour son efficacité politique le roi Baudouin lui a conféré le titre de vicomte.
En 1963 il est nommé ministre d'état.

### Distinctions
- Grand cordon de l'ordre de Léopold (Belgique)[31].
- Grand-croix de l'ordre de la Couronne de chêne en 1949 (Luxembourg).
- Ordre du Lion néerlandais (Pays-Bas).
- Grand-croix de l'ordre d'Orange-Nassau (Pays-Bas).
- Grand-croix de la Légion d'honneur  (France).
- Ordre de Georges Ier (Grèce)[32].

## Mandats gouvernementaux

### Ministères
Gaston Eyskens a été quatre fois ministre, :
- Ministre des Finances : 12 février 1945 - 1er août 1945 au sein du Gouvernement Van Acker I
- Ministre des Finances : 20 mars 1947- 10 août 1949 au sein des Gouvernements Spaak III & IV
- Ministre des Affaires économiques : 8 juin 1950 – 15 août 1950 au sein du Gouvernement Duvieusart
- Ministre des Finances : 28 juillet 1965 – 18 mars 1966 au sein du Gouvernement Harmel

### Premier ministre
Gaston Eyskens est cinq fois premier ministre de Belgique, à la tête de six gouvernements.
Gouvernement Gaston Eyskens I du 11 août 1949 au 8 juin 1950, coalition sociale-chrétienne/libérale;
La grande problématique de cette période est celle de la Question royale. Quand les Américains délivrent le roi Léopold III, la question se pose de savoir si oui ou non il peut revenir sur le trône. Les socialistes sont contre, les libéraux divisés et les catholiques sont pour. Gaston Eyskens, quant à lui, a pris du recul et émet des réserves face à cette question. Il ne participe pas aux débats ayant lieu au parlement et se fait remarquer pour ses absences aux manifestations. Même s’il n’est pas vraiment impliqué dans cette question, en tant que Premier ministre, il doit présider la consultation populaire sur la Question royale. Pour Eyskens, la consultation serait favorable au retour du roi si celle-ci obtenait un pourcentage raisonnable de votes positifs dans tout le pays. Au contraire, les libéraux exigent une majorité dans les trois régions du pays. C’est en qualité de Premier ministre qu’Eyskens entreprend une consultation populaire. Le 12 mars 1950, 57,68% de la population se prononce pour le retour du roi. Cependant ceci met le conflit communautaire en exergue car la Flandre, étant majoritaire, est pour le retour du roi, alors que la Wallonie, minoritaire, est contre son retour. Ce conflit engendre la dissolution du parlement, ce qui donne lieu à des élections anticipées. 
Gouvernement Gaston Eyskens II du 26 juin 1958 au 6 novembre 1958, social-chrétien;
Après quatre ans dans l’opposition, Eyskens revient au sein du gouvernement. Il est nommé formateur et appelé à former une nouvelle coalition. Il dispose d'une majorité absolue au sein de la Chambre mais pas au Sénat. Sa tentative de former une coalition avec les socialistes et les libéraux se solde par un échec. Le 23 juin 1958, Eyskens décide donc de former un gouvernement PSC-CVP homogène. La problématique centrale de ce gouvernement est celle du Pacte scolaire. La Commission permanente du Pacte scolaire a reçu l’ordre de transposer le contenu de ce pacte dans une loi. Cependant, un accord doit d’abord être conclu entre les trois grands partis. Des négociations aboutissent à cet accord le 4 novembre 1958. Le même jour, le gouvernement Eyskens II, annonce sa future démission. Le 6 novembre 1958, Gaston Eyskens se retire pour laisser la place au ministre de l’instruction publique, Maurice Van Hemelrijck qui réussit à faire adopter le Pacte scolaire. Simultanément, se forme un gouvernement PSC-Libéral. Le gouvernement Eyskens II ne dure donc que quelques mois. 
Le Pacte scolaire est approuvé par la Chambre le 6 mai 1958 et par le Sénat le 21 mai 1959, date à laquelle il est promulgué. Ce texte mentionne l’obligation pour l’état de créer des écoles neutres là où elles n’existent pas encore. Pour que la population ait le choix entre l’enseignement catholique et celui de l’Etat. 
Gouvernement Gaston Eyskens III du 6 novembre 1958 au 3 septembre 1960, coalition sociale-chrétienne/libérale;
Création d’un gouvernement composé d’une coalition CVP-PSC/LP-PL: Eyskens-Lilar. Pendant son mandat, la politique est d’abord axée sur l’économie du pays. Les crises wallonnes du charbon et les fermetures des mines sont la cause de grandes crises dans le Borinage en 1959. En Flandre également les ouvriers font la grève pour protester contre la fermeture des entreprises de textile. En 1960 le climat s’apaise avec le pacte social conclu le 31 mai 1960.
La question du Congo est une problématique majeure pour le gouvernement Eyskens. Lors de son troisième mandat en tant que Premier ministre, il doit affronter cette problématique qu’il sait inévitable. Eyskens souligne l’impératif de s’attarder sur l’avenir politique du Congo. Il décide alors d’entreprendre des changements radicaux concernant la politique coloniale. Le but final de ces réformes est d’atteindre l’indépendance totale vis-à-vis de la Belgique. Plus tard, son gouvernement annonce le 13 janvier 1959, une prochaine déclaration primordiale pour l’avenir politique du Congo, qui est suivie par des troubles sanglants à Léopoldville. Les partis politiques belges exigent que la déclaration se fasse immédiatement pour mettre fin aux émeutes. Gaston Eyskens accepte cette requête. La déclaration gouvernementale du 13 janvier 1959 acquiert un poids conséquent à la suite des incidents de Léopoldville. Il présente la déclaration devant la Chambre. Son plus grand souhait est de mettre en place une démocratie qui mènerait vers l’indépendance. Faisant partie du cabinet, Gaston Eyskens est l’un des premiers à être informé du discours royal du 13 janvier 1959 et à en prendre la responsabilité politique. Gaston Eyskens envisage trois possibilités pour le gouvernement. La première solution consiste à installer une assemblée constituante. Selon lui, cette solution donne l’image d’une Belgique lâchant le Congo. La deuxième, est d’établir immédiatement un gouvernement congolais provisoire. La troisième possibilité est de respecter la déclaration du 13 janvier 1959. Il opte pour cette dernière. Selon lui, l’indépendance doit être progressive. Lors de la Table ronde du 20 janvier 1960, Eyskens prononce lui-même le discours d’ouverture. On y fixe la date d’indépendance. Le lendemain, le roi convoque le Conseil de la Couronne. Eyskens prend la parole après le roi. Dans son discours, il met l’accent sur le futur du Congo. Il rappelle la nécessité de concrétiser les relations entre la Belgique et le Congo dans un traité. Eyskens est satisfait des résultats de la Table ronde. Enfin, il précise que le temps du colonialisme est définitivement passé. 

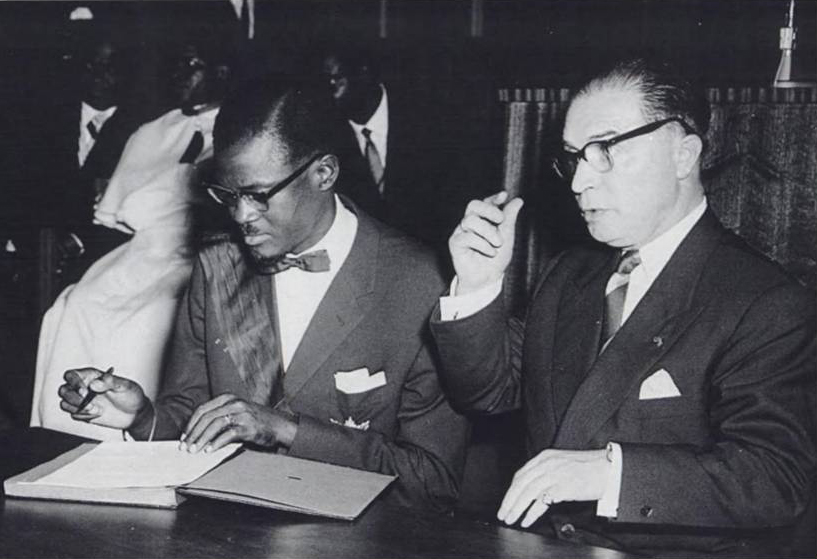
Le Premier ministre congolais Patrice Lumumba signe la déclaration d'indépendance du Congo aux côtés du Premier ministre belge Gaston Eyskens

Il quitte la Belgique pour Léopoldville le 28 juin 1960 afin d’assister aux cérémonies de l’indépendance. Le jour suivant, il signe le Pacte d’amitié, d’assistance et de coopération entre la Belgique et le Congo. Puis il signe la déclaration d’indépendance du Congo, le 30 juin 1960. Il rentre en Belgique le jour même.
Les 6 et 7 juillet, des difficultés apparaissent au sein de la Force publique. Il dit « ce sont là de petites convulsions inévitables dans un jeune état ». Plus tard, quand la situation s’envenime, on lui reproche vivement cette déclaration. Le 9 juillet, des incidents graves ont lieu. Quand les violences éclatent, le gouvernement décide d’envoyer des renforts militaires. Il affirme que l’objectif de la Belgique n’est aucunement politique mais uniquement dans le but de sauver les ressortissants belges. Cette décision est fortement critiquée par les Nations Unies à tel point que le gouvernement Eyskens envisage la démission. Sa position est considérablement affaiblie. Il opte finalement pour le maintien du gouvernement. 
Gouvernement Gaston Eyskens III (remanié) du 3 septembre 1960 au 25 avril 1961, coalition sociale-chrétienne/libérale;
La loi d’expansion économique, de progrès social et de redressement financier, dite « loi unique », fait partie du plan d’assainissement budgétaire conduit par Gaston Eyskens dans les années 1960. Cette loi est le fruit de conversations entre Eyskens et Vanaudenhove, van Houtte Van der Schueren, Vanden Boeynants. Elle amène Gaston Eyskens à lutter sur plusieurs fronts : contre les libéraux et les catholiques qui sont contre le précompte sur les revenus mobiliers à l’impôt et contre les socialistes qui provoquent les grandes grèves d’hiver de 1960-1961. La loi unique est votée malgré une période de grèves qui dure plus d’un mois. Le gouvernement Eyskens III (remanié) tient bon. Lors des élections du 26 mars 1961 le CVP connait une grave défaite, ce qui sonne la fin du gouvernement Eyskens.
Gouvernement Gaston Eyskens IV du 17 juin 1968 au 20 janvier 1972, coalition sociale-chrétienne/socialiste;
Le gouvernement social-chrétien-socialiste de Gaston Eyskens juge qu’il est temps de mettre fin aux affrontements communautaires par des réformes institutionnelles. Déjà à la fin des années 1970, Eyskens réussit à faire voter une réforme constitutionnelle en obtenant l’appui de l’opposition libérale. Cette réforme crée quatre régions linguistiques en Belgique, mais il veut aller plus loin. Celui-ci veut mettre fin à l'État unitaire en créant trois régions. À cette occasion, il crée le « groupe des 28 ». Le « groupe des 28 » n’étant rien d’autre que les partis politiques rassemblés, se réunissant au sein d’un groupe de travail sur la demande de Gaston Eyskens. On y aboutit à d'amples arrangements, mais la question du statut de Bruxelles et des communes de la périphérie pose toujours problème. Le projet de la révision peut se résumer dans cette formule attribuée à Gaston Eyskens :  « La Belgique de papa a vécu ». Le 14 février 1970, le Premier ministre Gaston Eyskens peut tenir son célèbre discours à la Chambre des représentants : « l’État unitaire, tel que les lois le régissent encore dans ses structures et dans son fonctionnement est dépassé par les faits. Les Communautés et les Régions doivent prendre leur place dans les structures rénovées de l’État, mieux adaptées aux situations spécifiques du pays ». 
Durant cette période il réussit tant bien que mal à mener à bien la révision de la constitution de 1970 qui crée trois régions en Belgique : la Région flamande, la Région wallonne et la Région de Bruxelles-Capitale. A la demande du Gouvernement, le Parlement est dissous huit mois avant la date des élections. Eyskens attribue cette dissolution anticipée à la crise monétaire, au chômage qui ne cessait d’augmenter et aux problèmes des Fourons.
Gouvernement Gaston Eyskens V du 20 janvier 1972 au 22 novembre 1972, coalition sociale-chrétienne/socialiste
La difficulté réside ici en l’application de l’article 3 de la Constitution. La difficulté est l’attribution des compétences à ces Régions, surtout en ce qui concerne Bruxelles. L’éparpillement des forces politiques rend cette problématique encore plus difficile à résoudre. Les socialistes ne veulent pas travailler avec les libéraux. Mais la véritable source du problème est encore une fois, les problèmes communautaires. Eyskens ne parvient pas à un compromis. Ces difficultés prennent une telle ampleur que Gaston Eyskens prend la décision de présenter la démission de son gouvernement au Roi. Le 22 novembre 1972, il annonce qu’il quitte définitivement la vie politique. 

## Galerie

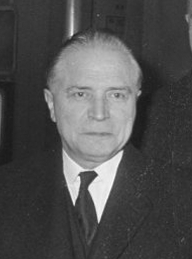
Gaston Eyskens
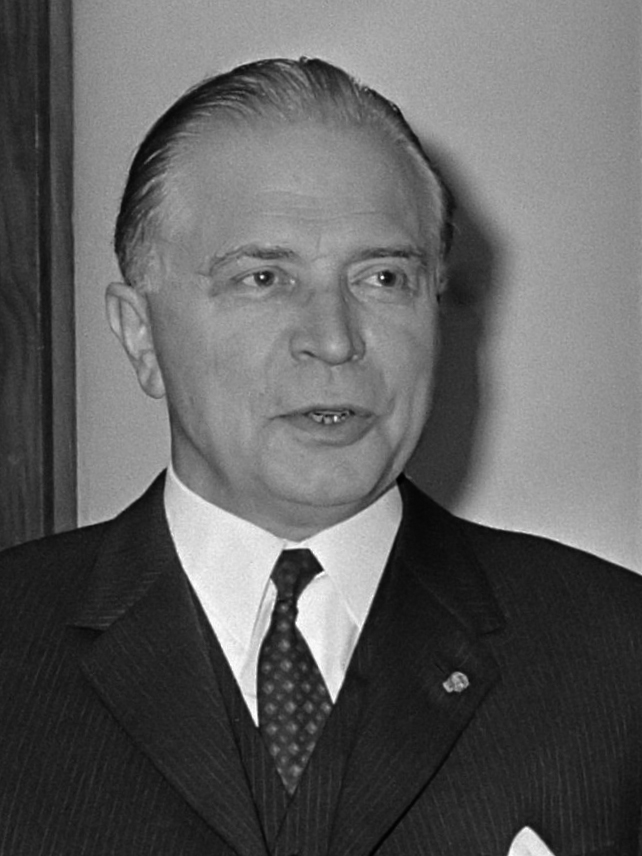
Gaston Eyskens à une conférence du gouvernement Benelux dans le bâtiment du Congrès, La Haye, 28 avril 1969
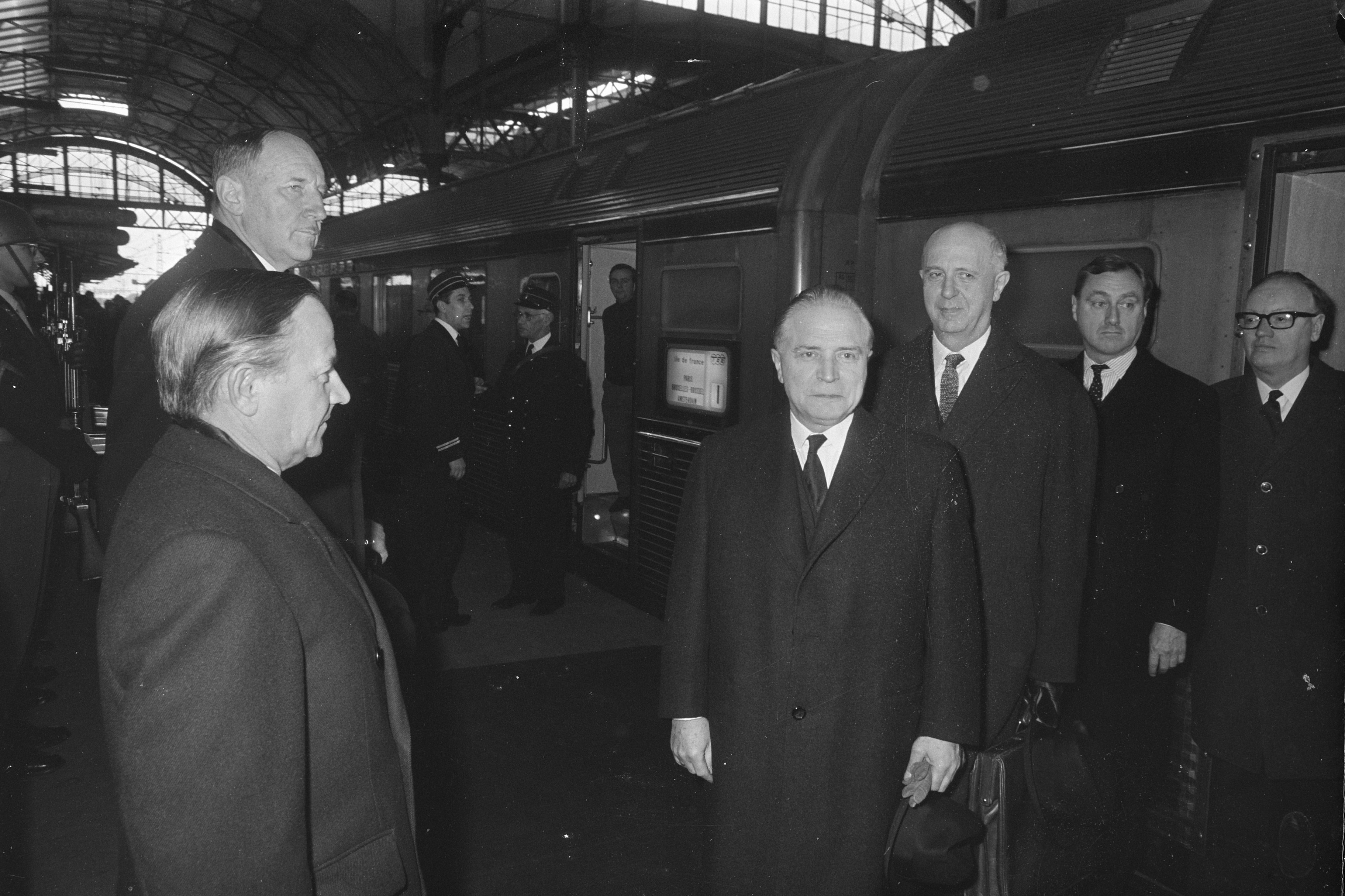
De gauche à droite: Joseph Luns (ministre des Affaires étrangères des Pays-Bas), Piet de Jong (Premier ministre des Pays-Bas), Gaston Eyskens (Premier ministre de Belgique) et Pierre Harmel (ministre des Affaires étrangères de Belgique)
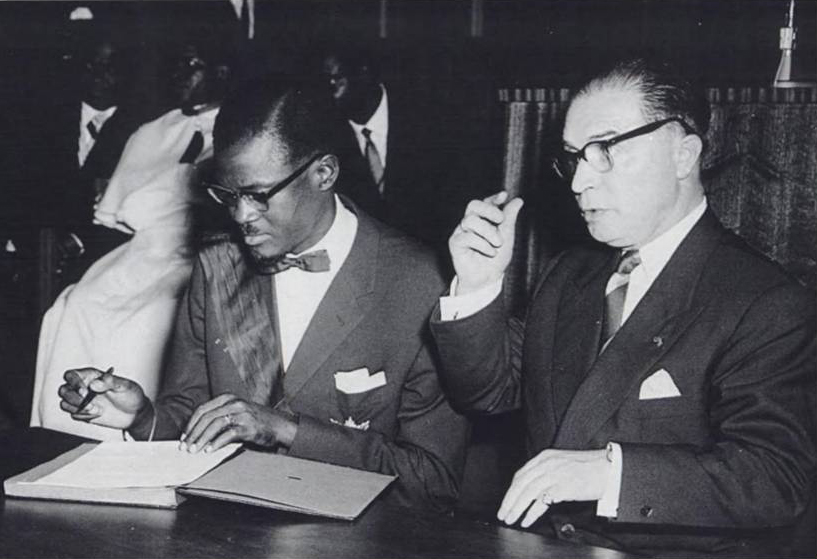
Le Premier ministre congolais Patrice Lumumba signe la déclaration d'indépendance du Congo aux côtés du Premier Ministre belge Gaston Eyskens
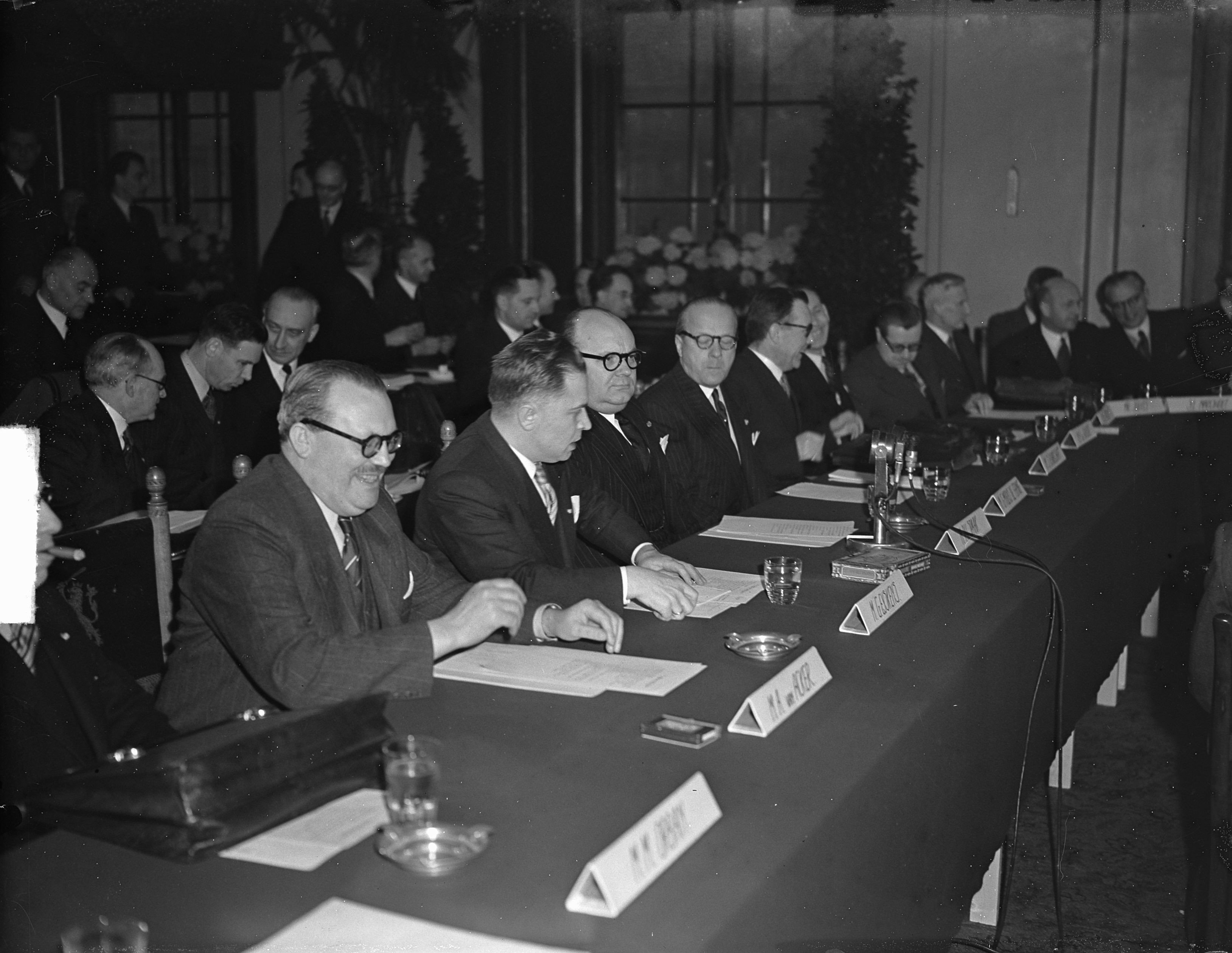
La délégation belge, conférence Benelux, La Haye mars 1949